# Dschebel Lado
Dschebel Lado oder Mount Nyerkenyi, (en.: Mount Lado, Jebel Lado, Jabal Nirkenyi) ist eine isolierte Anhöhe im Südsudan im Bundesstaat Central Equatoria (ehemals Jubek).

## Geographie
Der einzeln stehende Berg liegt ca. 13 km nordwestlich des Weißen Nils und 28 km nördlich der Hauptstadt Juba.
Der Berg erhebt sich etwa 500 m aus der umliegenden Schwemmlandebene. Im Umkreis liegen die Siedlungen Ludo Kenyi, Rombe Lako und Murgan. Im Süden verläuft das Wadi Khor Koda von Westen nach Osten zum Weißen Nil.
Der Berg steht allein im Umkreis von ca. 30 km. Der nächstgelegene Berg ist Jebel Kunufi im Südwesten. Er erreicht nur 871 m. Der Gipfel des Lado ist mandelförmig, ca. 4,7 km lang und 3,6 km breit, die Längsachse verläuft von Nordnordosten nach Südsüdwesten.

## Geschichte
Der Name bezieht sich auf Lado-lo-Möri, den Häuptling der Bari, der das Gebiet zu der Zeit kontrollierte, als der Britische Gouverneur Charles George Gordon den Ort Lado am Westufer des Nils gründete. Lado war Hauptort der Provinz Central Equatoria.